# Siositina Hakeai
Siositina Hakeai (ur. 1 marca 1994 w Otahuhu) – nowozelandzka lekkoatletka specjalizująca się w rzucie dyskiem.
Brązowa medalistka mistrzostw Oceanii juniorów młodszych (2010). Czwarta zawodniczka juniorskich mistrzostw świata w Barcelonie (2012). Dwa lata później zajęła 4. miejsce na igrzyskach Wspólnoty Narodów w Glasgow. W 2015 zdobyła złoto czempionatu Oceanii oraz odpadła w eliminacjach podczas mistrzostw świata w Pekinie.
Złota medalistka mistrzostw Nowej Zelandii.
Rekord życiowy: 59,81 (23 kwietnia 2015, Chula Vista).

## Osiągnięcia
| Rok  | Impreza                                | Miejsce         | Lokata            | Wynik |
| ---- | -------------------------------------- | --------------- | ----------------- | ----- |
| 2010 | Mistrzostwa Oceanii juniorów młodszych | Sydney          | 3. miejsce        | 47,61 |
| 2010 | Mistrzostwa świata juniorów            | Moncton         | –                 | NM    |
| 2011 | Mistrzostwa świata juniorów młodszych  | Lille Metropole | el. – 15. miejsce | 45,76 |
| 2012 | Mistrzostwa świata juniorów            | Barcelona       | 4. miejsce        | 56,17 |
| 2014 | Igrzyska Wspólnoty Narodów             | Glasgow         | 4. miejsce        | 58,67 |
| 2015 | Mistrzostwa Oceanii                    | Cairns          | 1. miejsce        | 56,06 |
| 2015 | Mistrzostwa świata                     | Pekin           | el. – 30. miejsce | 54,89 |